# Ruzante
Ruzante vagy Ruzzante, Angelo Beolco művészneve (Pernumia, 1496 k. –  Padova, 1541 márciusa) olasz vígjátékszerző.

## Élete
1496 körül született Gian Francesco Beolco és ismeretlen nevű házvezetőnője törvénytelen fiaként. Apja kereskedők és nagybirtokosok gazdag családjából származott, és még orvostanhallgató volt, amikor nem sokkal azután, hogy a nő alkalmazásba lépett náluk, kapcsolatba került vele. 
Az életrajzi adatok elég homályosak. Angelo 12 évesen tanúja volt annak, amikor velencei csapatok 1508-ban Friuli és Lombardia tartományokat elfoglalták. 1517-ben megjelent első színpadi művének, a Pastoralnak címlapján szerepel Ruzante néven először a komédia szerzőjeként. 1520-ban megjelent Velencébe, a Parlamento című vígjátékának első változata. 1521-ben apja felhatalmazást adott neki birtoka kezelésére. Ugyanabban az évben számos premier következett, például Asolóban Prima Orazione című vígjátéka, valamint további alkotások 1522-ben és 1523-ban Velencében, olyan ünnepi alkalmakkor, mint Antonio Grimaninak, a dózse unokaöccsének az esküvője. A Lettera a una morosa (Francesco Donàs, akkoriban Padova kapitánya vagyis polgármestere házában) és a Betía (talán Antonio Grimani előző évi esküvőjén) vígjátékok eredete bizonytalan. 1526-ban Ruzante végül megkapta apja örökségét, aki egy évvel korábban halt meg. Ugyanebben az évben valószínűleg utoljára szerepelt színészként. Az is bizonytalan, hogy abban az évben cognaci liga háborújában (1526–1530) a velencei csapatok oldalán harcolt-e.
1527-ben Beolco és Giustina Palatino összeházasodtak. 1528-ban mutatták be Seconda Orazione című vígjátékát, 1529-ben a Dialogo facetissimót és a Parlamento új változatát. Ez utóbbi olyan sérelmekkel foglalkozik, mint a zsoldfizetés hiánya, a katonákkal való rossz bánásmód, a hadsereg parancsnokainak gyávasága és a cognaci liga háborújából való hazatérésük utáni dicsekedésük. Ugyanebben az évben földet szerzett jótevője és pártfogója, Alvise Cornaro ügynökeként. Ettől kezdve más dokumentumok tanúskodnak arról, hogy Ruzante Cornaro megbízottjaként irányította annak vállalkozását. A ferrarai Ippolito d'Este lakomáján padovai dialektusban adott elő dalokat. A következő évben valószínűleg ő rendezte meg a La Moscheta című Ludovico Ariosto-vígjáték első változatát, majd 1530-ban valószínűleg a Dialogo secondója következett. Ferrarában továbbra is énekesként és színészként lépett fel. Az 1532-ben, mint korábban a La Moscheta komédia és a La Piovana ment először Ferrarában, az Ariosto-darab rendezésében. 1533-ban engedélyt kért a dózsétól és a velencei szenátustól, hogy kinyomtassák Vaccaria és Piovana című vígjátékait, amelyeket csak jóval később nyomtattak ki: a Piovanát (A csapodár madárka) 1548-ban és a Vaccariát 1551-ben. A Vaccariát 1533-ban mutatták be Padovában. 1536-ban megírta a Lettera all'Alvarottót (Levél Alvarottónak) című darabját. 1533-tól 1541-ig, Padovában bekövetkezett haláláig Ruzante valószínűleg főként üzleti ügyekkel foglalkozott. Hirtelen halála miatt csak jóval később kerülhetett sor Speroni Canace (1546) című tragédiájának premierjére, amelynek színreviteléért ő felelt.

## Ruzante és a padovai dialektus
Sergio Torresani három fő okát látja annak, hogy Ruzante Il Ruzante, kizárólag padovai dialektusban írta vígjátékait:
- A makaron költészetet Padovában hozták létre, latinul, amelyet erősen kevertek a népnyelv (volgare) elemeivel.
- A padovai dialektusban írt szövegek (Velencében) egyre népszerűbbek lettek – kezdetben a vidéki lakosság kigúnyolásának eszközeként; később ennek elismeréseként, mivel döntő szerepet játszott a cambrai-i liga első háborújában háborújában (1508–1510), és ezzel szerzett hírnevet.
- A nyelvjárás a latinul beszélő iskolamesterek elleni polémiaként vált népszerűvé a diákok körében.

## Művei
- Pastoral (~ 1517)
- Parlamento (~ 1520)
- Prima Orazione (1521)
- Lettera a una amorosa (~ 1524)
- Betía (~ 1524)
- Seconda Orazione (1528)
- Parlamento (második változat, 1529)
- Dialogo secondo (~ 1530)
- A csapodár madárka  (~ 1532)
- Vaccaria (1533)
- Levél Alvarottónak (1536)

## Munkakiadások
- Tre orationi. Velence, 1561

## Fordítás
Ez a szócikk részben vagy egészben  a   Ruzante című német Wikipédia-szócikk ezen változatának fordításán alapul.  Az eredeti cikk szerkesztőit annak laptörténete sorolja fel. Ez a jelzés csupán a megfogalmazás eredetét és a szerzői jogokat jelzi, nem szolgál a cikkben szereplő információk forrásmegjelöléseként.